# Tobias Collander
Tobias Collander, född 11 september 1666 i Ingatorps församling, Jönköpings län, död 11 december 1730 i Skärkinds församling, Östergötlands län, var en svensk präst.

## Biografi
Tobias Collander föddes 1666 i Ingatorps församling. Han var son till bonden Per Nilsson och Brita Bergesdotter på Övrabo. Collander studerade i Linköping och blev 11 september 1689 student vid Uppsala universitet. Han prästvigdes 4 september 1696 till komminister i Älvestads församling. År 1698 blev han komminister i Linköpings församling och 13 mars 1699 komminister i Norrköpings Sankt Olai församling. Collander blev 1705 kyrkoherde i Skärkinds församling och 1724 kontraktsprost i Skärkinds kontrakt. Han var predikant vid prästmötet 1726. Collander avled 1730 i Skärkinds församling och begravdes 13 januari 1731 av prosten Nicolaus Aschanius i Skärkinds kyrka.

### Familj
Collander gifte sig 1696 med Cecilia Appelbom (1672–1746). Hon var dotter till majoren Johan Appelbom och Brita Crusebjörn. De fick tillsammans barnen löjtnanten Carl Collner (1697–1754) vid Skånska infanteriregementet, auditören Johan Collner, Elisabeth Collner som var gift med komministern A. Wetterdahl i Tjällmo församling, Christina Collner (1705–1753) som var gift med löjtnanten Johan Ekner, Petrus Collner (1707–1708), Brita Collner (född 1708) som var gift med kornetten Gustaf Berencreutz vid Östgöta kavalleriregemente och Petrus Collner (född 1709). Barnen tog efternamnet Collner.